# Port du Larivot
Le Port du Larivot est un port de la ville de Matoury, située dans la région française de Guyane.

## Situation
Ce port est situé sur la rive droite de la rivière de Cayenne, dans le quartier Le Larivot au nord-est de la commune de Matoury, non loin du pont du Larivot.